# Sergi Pedrerol

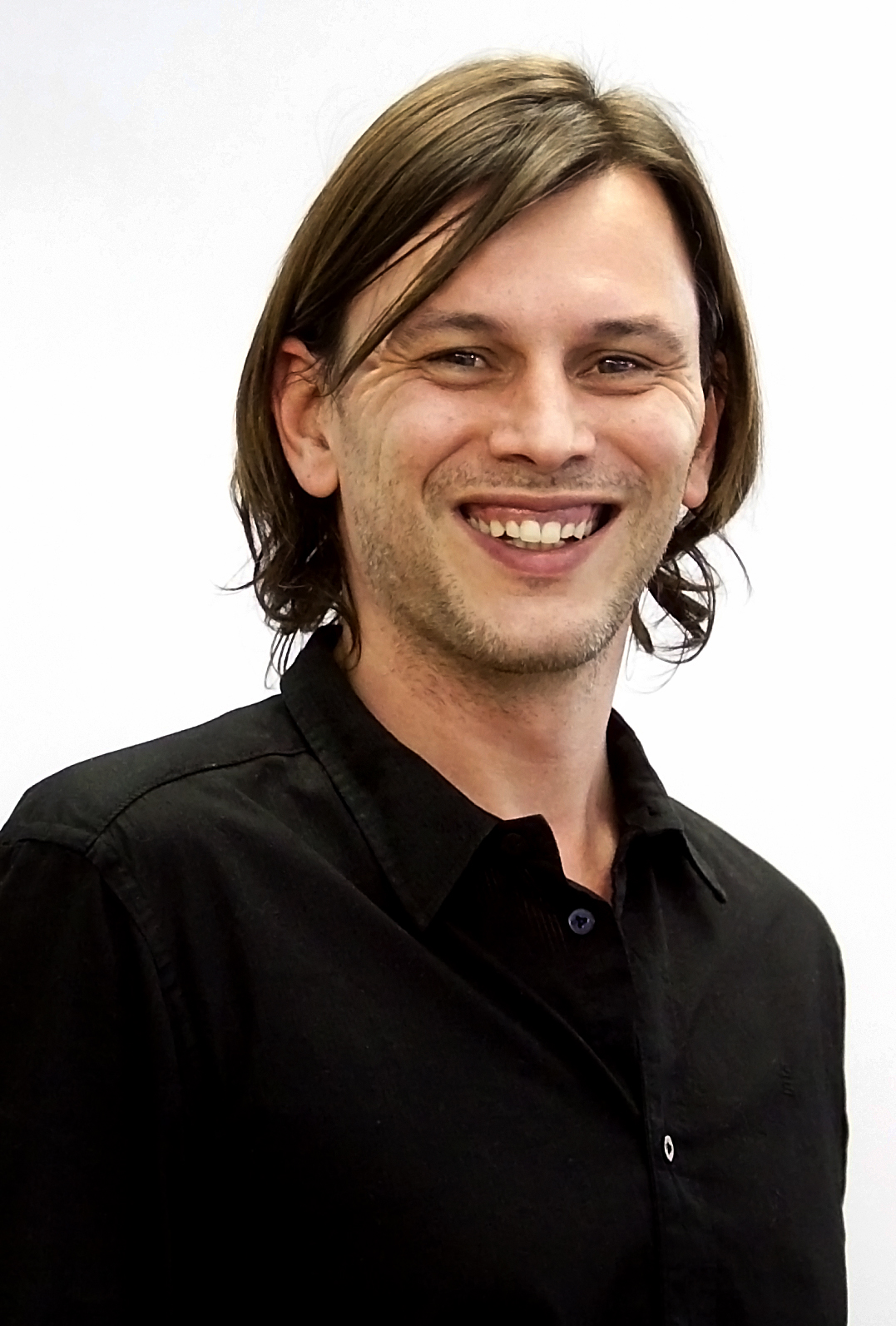
Sergi Pedrerol (2009)

Sergio Pedrerol Caballé (spanisch) oder Sergi Pedrerol i Cavallé (katalanisch) (* 16. Dezember 1969 in Molins de Rei) ist ein ehemaliger spanischer Wasserballspieler. Mit der spanischen Nationalmannschaft wurde er Olympiasieger 1996 sowie Olympiazweiter 1992. Außerdem war er Weltmeister 1998 sowie 2001 und Weltmeisterschaftszweiter 1994.

## Karriere
Pedrerol begann seine Karriere bei CN Molins de Rei und wechselte dann zu CN Catalunya nach Barcelona, mit diesem Verein gewann er siebenmal den spanischen Meistertitel. Gegen Ende seiner Karriere spielte er dann für CN Sabadell.
Im Sommer 1991 bei der Europameisterschaft in Athen erreichten die Spanier das Finale mit einem 13:8-Sieg über die letztmals antretende sowjetische Mannschaft. Im Finale siegten die Jugoslawen mit 11:10. 1992 war Barcelona Gastgeber der Olympischen Spiele. Die Spanier gewannen ihre Vorrundengruppe vor den Italienern, wobei der direkte Vergleich 9:9 endete. Die Spanier erreichten das Finale mit einem 6:4-Sieg gegen das Team aus den Vereinigten Staaten. Im Finale trafen die Spanier wieder auf die Italiener und diese gewannen mit 9:8. Es war die erste olympische Medaille für die spanischen Wasserballspieler überhaupt. Pedrerol war in allen sieben Spielen dabei, in der Vorrundenpartie gegen die niederländische Mannschaft warf er zwei Tore.
1993 belegten die Spanier den dritten Platz bei der Europameisterschaft in Sheffield. Es siegten die Italiener vor den Ungarn. Pedrerol war bei dieser Europameisterschaft als Ersatzmann dabei. Bei der Weltmeisterschaft 1994 in Rom gewannen die Spanier ihre Vorrundengruppe vor den Kroaten, beide Teams erreichten auch das Halbfinale. Nach einem 9:6-Sieg über die russische Mannschaft unterlagen die Spanier im Finale den Italienern mit 5:10. Pedrerol warf ein Turniertor. Bei den Olympischen Spielen 1996 in Atlanta belegten die Spanier in der Vorrunde den dritten Platz hinter Ungarn und Jugoslawen. Im Viertelfinale besiegten sie das Team aus den Vereinigten Staaten mit 5:4 und im Halbfinale gewannen sie 7:6 gegen die Ungarn. Im Olympiafinale bezwangen die Spanier die kroatische Mannschaft mit 7:5. Pedrerol erzielte sein einziges Turniertor im Halbfinale.
1997 belegte die spanische Nationalmannschaft den fünften Platz bei der Europameisterschaft in Sevilla, nachdem die Mannschaft in der zweiten Verlängerung des Viertelfinalspiels gegen Jugoslawien verloren hatte. Bei den Mittelmeerspielen 1997 erreichten die Spanier den dritten Platz hinter den Jugoslawen und den Kroaten. Die Weltmeisterschaft 1998 fand wie die Weltmeisterschaft 1991 in Perth statt. Die Spanier erreichten als Gewinner ihrer Vorrunden- und ihrer Zwischenrundengruppe das Halbfinale. Dort bezwangen sie die Jugoslawen mit 5:3, im Finale gewannen sie 6:4 gegen die Ungarn. Pedrerol erzielte zwei seiner fünf Turniertore im Finale. 2000 beim olympischen Wasserballturnier in Sydney belegten die Spanier in der Vorrunde den dritten Platz hinter den Russen und den Italienern, gewannen aber im Viertelfinale mit 9:8 gegen Kroatien. Nach einem 7:8 im Halbfinale gegen die Russen verloren die Spanier auch das Spiel um den dritten Platz mit 3:8 gegen Serbien und Montenegro. Pedrerol warf in der Vorrunde zwei Tore.
2001 belegten die Spanier den sechsten Platz bei der Europameisterschaft in Budapest. Kurz darauf bei der Weltmeisterschaft in Fukuoka gewannen die Spanier ihre Vor- und Hauptrundengruppe. Im Halbfinale gegen Italien und im Finale gegen Serbien und Montenegro siegten sie jeweils mit 4:2. Anfang September 2001 fanden die Mittelmeerspiele in Tunis statt. Dort gewannen die Spanier vor den Italienern. Bei der Heim-Weltmeisterschaft 2003 in Barcelona verloren die Spanier im Viertelfinale mit 3:7 gegen die Mannschaft aus Serbien und Montenegro. In den Platzierungsspielen erreichten sie den fünften Platz. 2004 bei den Olympischen Spielen in Athen wurden die Spanier in ihrer Vorrundengruppe nur Vierte und verloren im Viertelfinale gegen die Mannschaft aus Serbien und Montenegro. Im Spiel um den fünften Platz unterlagen sie der deutschen Mannschaft. Pedrerol warf zwei Tore in der Vorrunde. Nach den Olympischen Spielen endete seine Laufbahn als Nationalspieler und 2007 hörte er auch im Verein auf.